# Акфред (граф Буржа)
Акфре́д (Эгфри́д; фр. Acfred, Egfrid, Effroi; погиб в 868) — граф Буржа (867—868), светский аббат монастыря Сент-Илер-де-Пуатье (866—868).

## Биография
О происхождении Акфреда исторические источники ничего не сообщают. На основании данных ономастики предполагается, что он мог быть близким родственником (возможно, сыном) одноимённого графа Тулузы, или находиться в родстве с предшествовавшими ему графами Буржа.
Основной источник информации об Акфреде — данные современных событиям «Бертинских анналов». Согласно этим сведениям, Акфред, вместе с графом Клермона Этьеном, был наиболее приближённым лицом к королю Аквитании Карлу Дитяте. По совету этих двух членов своего двора пятнадцатилетний Карл без получения согласия отца, короля Западно-Франкского государства Карла II Лысого, в 862 году вступил в брак с вдовой графа Буржа Гумберта II, а затем попытался добиться независимости своих владений от Королевства западных франков. Эти действия сына были расценены Карлом Лысым как мятеж и в 863 году король с войском выступил в Аквитанию. Видя свою неспособность оказать достойное сопротивление королевскому войску, Карл Дитя прибыл к отцу в Невер. Здесь он сумел добиться от короля прощения, однако его ближайшие советники, Этьен и Акфред, были объявлены Карлом Лысым вне закона.
В 864 году Акфред был взят в плен графом Тура Робертом Сильным, действовавшим в районе Луары против норманнов, и доставлен к Карлу II Лысому в Питр. Несмотря на ту роль, которую Акфред сыграл в мятеже Карла Дитяти, король даровал пленнику полное прощение. «Бертинские анналы» сообщают, что это было сделано по ходатайству многих знатных франков, включая и Роберта Сильного. Получив от короля Карла богатые дары, Акфред смог возвратиться в свои владения. Впоследствии он, ставший верным вассалом короля, ещё не раз получал от правителя Западно-Франкского государства подарки. В том числе, в 866 году, после гибели графа Пуатье Рамнульфа I, Карл II Лысый передал Акфреду власть над одним из богатейших аббатств своего королевства, монастырём Сент-Илер-де-Пуатье.
В 867 году Акфред вновь прибыл ко двору Карла Лысого и получил от того графство Берри, ранее принадлежавшее графу Жерару Вьеннскому. «Бертинские анналы» свидетельствуют, что король отнял у Жерара Бурж без какой-либо вины со стороны графа, и что, по слухам, Акфред подкупил короля, чтобы получить это богатое владение. Однако Жерар не смирился с потерей: его сторонники в Берри оказали упорное сопротивление попыткам Акфреда утвердить здесь свою власть, открыто восстав против короля. Чтобы положить конец новому мятежу, Карл II Лысый в конце года выступил с войском в поход на Бурж.
Однако в самом начале 868 года, находясь в Пуй-сюр-Луаре, король узнал о гибели Акфреда. Этот новый граф Берри был осаждён своими врагами в одном из хорошо укреплённых замков. Сторонники Жерара Вьеннского, не сумев взять это укрепление, подожгли его. Акфред, из-за пожара вынужденный покинуть крепость, был схвачен осаждавшими, которые отрубили ему голову, а его обезглавленное тело сожгли. Взбешённый столь открытым неповиновением своей власти, Карл II Лысый вторгся в Берри, жесточайшим образом разорив эту область. По словам «Бертинских анналов», здесь король «опозорил себя многими преступлениями», включая разрушение церквей и монастырей. Из-за тяжелейших податей, наложенных Карлом Лысым на местных жителей, в Берри возник голод, от которого умерли несколько тысяч человек. Сторонники Жерара Вьеннского укрылись за стенами Буржа, который король долгое время держал в осаде, однако так и не смог взять. Такими же безрезультатными были и попытки Карла II Лысого схватить кого-либо из участников убийства Акфреда.
Исторические источники не сообщают, был ли Акфред женат и имел ли детей. После его гибели власть над графством Берри вновь перешла к Жерару Вьеннскому, а аббатство Сент-Илер-де-Пуатье Карл II Лысый передал архиепископу Бордо Фротеру.